# Nicolas Glasson
Nicolas Glasson (* 27. Dezember 1817 in Bulle; † 30. Mai 1864 in Freiburg) war ein Schweizer Politiker und Richter. Von 1848 bis 1854 gehörte er dem Nationalrat an, danach bis 1857 dem Ständerat.

## Biografie
Der Sohn eines Landwirts besuchte das Kollegium St. Michael in Freiburg und machte dort das juristische Examen. 1838 war Glasson als Staatsanwalt und Gemeindesekretär in Bulle tätig, von 1838 bis 1847 als leitender Postbeamter am selben Ort. In den Jahren 1847/48 stand er dem Bezirksgericht vor. Von 1852 bis 1857 war er Generalstaatsanwalt des Kantons Freiburg, von 1853 bis 1864 gehörte er dem Bundesgericht an. Glasson war Redaktor der Zeitung Le Confédéré und schrieb auch Artikel für die Zeitschrift L’Emulation sowie für die Société d’études. Ausserdem war er Verfasser von Gedichten mit lokalem Bezug.
Glasson wurde 1847 in den Freiburger Grossen Rat gewählt, dem er bis 1856 angehörte. Er gehörte zu den führenden Vertretern der Radikalen, näherte sich aber mit der Zeit gemässigteren Positionen an. 1848 kandidierte er mit Erfolg bei den ersten Nationalratswahlen. Nachdem er 1851 wiedergewählt worden war, wurde er 1854 abgewählt. Daraufhin wählte ihn der Grosse Rat in den Ständerat, dem Glasson bis 1857 angehörte.